# Everybody Knows This Is Nowhere
Everybody Knows This Is Nowhere es el segundo álbum de estudio del músico canadiense Neil Young, publicado por la compañía discográfica Reprise Records en mayo de 1969. El álbum, el primero que el músico grabó con el grupo Crazy Horse, alcanzó el puesto 34 en la lista estadounidense Billboard 200 y fue certificado como disco de platino por la RIAA.

## Contenido
Everybody Knows This Is Nowhere contiene tres canciones clásicas del repertorio de Neil Young: «Cinnamon Girl», «Down by the River» y «Cowgirl in the Sand», todas ellas compuestas cuando el músico tenía 39,5 °C de fiebre. En 2003, la revista Rolling Stone situó el álbum en el puesto 208 de la lista de los 500 mejores discos de todos los tiempos.
El 14 de julio de 2009, Everybody Knows This Is Nowhere fue remasterizado y reeditado en formato HDCD y descarga digital como parte de la serie Neil Young Archives Original Release Series. En diciembre de 2009, fue también reeditado en formato vinilo, tanto como parte integrante de una caja con los cuatro primeros álbumes del músico, limitada a 1 000 copias y disponible a través de su web oficial, como de forma separada.

## Recepción
Tras su publicación, Everybody Knows This Is Nowhere obtuvo en general buenas críticas de la prensa musical. Bruce Miroff, de la revista Rolling Stone, escribió una reseña favorable donde describía la voz de Young como «perpetuamente triste, sin ser sensiblera o patética. Se insinúa a un mundo en que la tristeza es la base de todo [...] porque ese mundo es reconocible para la mayoría de nosotros». A pesar de decir que «en determinados aspectos [el álbum] está por debajo de su anterior esfuerzo» y que «las letras del primer álbum solo pueden encontrarse en trazos ligeros», llegó a un estado en que el álbum «ofrece amplias recompensas. La música de Young compensa en parte su falta de gracia con su energía y su seguridad». Por otra parte, Robert Christgau puntuó el álbum con un B+ y comentó que «Young es un artista extraño y yo aún no llegué a él, pero este disco es sorprendente».
No obstante, críticas retrospectivas de Everybody Knows This Is Nowhere fueron aún más positivas. William Ruhlmann de Allmusic otorgó al álbum un total de cinco estrellas y comentó: «Publicado solo cuatro meses después de su primer álbum, era casi un rechazo total de ese esfuerzo pulido». Además, escribió que «Cinnamon Girl», «Down By the River» y «Cowgirl in the Sand» eran «útiles como marcos en los que colgar las largas improvisaciones que Young tocaba con Crazy Horse y reflejar el tono ominoso de su canto». Ruhlmann concluyó que el álbum «establece un patrón musical que Young y sus descendientes musicales han seguido desde entonces [...] y muchas bandas contemporáneas comenzaron a tocar música claramente influidas por él». Mark Richardson de Pitchfork Media otorgó al álbum diez de un total de diez estrellas y comentó que «el riff de apertura de "Cinnamon Girl" borra de la memoria Neil Young completamente en cinco segundos» y que «Crazy Horse eran sueltos y descuidados, privilegiando los surcos y el sentimiento por encima de todo». Richardson también comentó que «Young suena confortable y confidente, cantando con una voz versátil que ha cambiado poco en cuarenta años», y concluyó que «fue una suerte de Big Bang para Young, un momento denso de explosión creativa que vio la posibilidad de expandirse en cualquier dirección».

## Lista de canciones
Todas las canciones escritas y compuestas por Neil Young. 
| Cara A |                                    |          |  |
| N.º    | Título                             | Duración |  |
| 1.     | «Cinnamon Girl»                    | 2:58     |  |
| 2.     | «Everybody Knows This Is Nowhere»  | 2:26     |  |
| 3.     | «Round & Round (It Won't Be Long)» | 5:49     |  |
| 4.     | «Down By the River»                | 9:13     |  |

| Cara B |                                         |          |  |
| N.º    | Título                                  | Duración |  |
| 1.     | «The Losing End (When You're On)»       | 4:03     |  |
| 2.     | «Running Dry (Requiem For The Rockets)» | 5:30     |  |
| 3.     | «Cowgirl in the Sand»                   | 10:06    |  |

## Personal
| Músicos - Neil Young: guitarra y voz - Crazy Horse: - Danny Whitten: guitarra y coros - Ralph Molina: batería - Billy Talbot: bajo - Robin Lane: voz en «Round & Round (It Won't Be Long)» - Bobby Notkoff: violín en «Running Dry» | Equipo técnico - David Briggs: productor musical e ingeniero de sonido - Frank Bez: fotografía - Ed Thrasher: dirección artística |

## Posición en listas
| País           | Lista                 | Posición |
| -------------- | --------------------- | -------- |
| Canadá         | Canadian Albums Chart | 32       |
| Estados Unidos | Billboard 200         | 34       |

| Sencillo        | Lista                  | Posición |
| --------------- | ---------------------- | -------- |
| «Cinnamon Girl» | Billboard Hot 100      | 55       |
| «Cinnamon Girl» | Canadian Singles Chart | 25       |

## Certificaciones
| Fecha                | País           | Organismo certificador | Certificación | Ventas certificadas |
| -------------------- | -------------- | ---------------------- | ------------- | ------------------- |
| 3 de octubre de 1986 | Estados Unidos | RIAA                   | Platino       | 1 000 000           |